# Lejonströmsbron
Die Lejonströmsbron ist eine Straßenbrücke über den Fluss Skellefte älv in der Stadt Skellefteå in der Provinz Västerbottens län in Schweden.
Sie steht in der Nähe der Landskyrkan genannten Pfarrkirche des Kreises Skellefteå, eine 1800 geweihte Kirche, die erstmals um 1330 als Holzkirche und um 1500 als Steinkirche erbaut wurde.
Die 207,5 m lange und 5 m breite Brücke wurde zwischen 1735 und 1737 erbaut und ist Schwedens älteste Holzbrücke. Sie war bis 2006 auch Schwedens längste Holzbrücke. Sie hat zehn Öffnungen, die mit Hängesprengwerken überbrückt werden, die auf Steinpfeilern gelagert sind. Ihre aus Holzbrettern bestehende Fahrbahn wird von Fußgängern und Fahrzeugen gleichermaßen benutzt. Es besteht ein ampelgesteuerter Einbahnverkehr.
In ihren ersten Jahren war sie mautpflichtig. 
1868 wurde auf der Brücke eine Geschwindigkeitsbegrenzung eingeführt. Wer schneller ging oder fuhr als ein Fußgänger, konnte mit einer Geldstrafe von 5 Reichstalern rechnen.
1994 wurde sie zum Baudenkmal erklärt.
1809 kämpften schwedische und russische Truppen um die Brücke, eine der letzten Schlachten auf schwedischem Boden, als deren Ergebnis Finnland an Russland abgetreten wurde.